# Enlilkudurriusur
Enlilkudurriusur o Enlil-kudurrī-uṣur va ser rei d'Assíria cap als anys 1187 aC- i 1182 aC. Era fill de Tukultininurta I i germà d'Aixurnadinapli, i va succeir al seu nebot Aixurnirari III, segons la Llista dels reis d'Assíria.
Al final del seu regnat, un príncep de nom Ninurtaapal-Ekur, que les llistes reials assenyales com a "fill d'Ila-Hadda, un descendent d'Eriba-Adad I", que estava al virregnat de Karduniaix, va anar a Assur i va usurpar el tron. La seqüència dels fets devia ser potser una guerra entre Assur i Adadxumausur de Babilònia, on la victòria del segon hauria portat a la presa del poder per un partit de confiança de la dinastia babilònica. Se suposa que Enlilkudurriusur va morir en la batalla.